# Chiesa di Sant'Andrea apostolo (Napoli)
La chiesa di Sant'Andrea Apostolo (chiesa di Sant'Agnello dei Grassi nota anche come chiesa di Santa Maria del Ben Morire) è una chiesa ortodossa di rito bizantino in stile barocco di Napoli; è situata nel centro storico, nei pressi di corso Umberto I.

## Storia e descrizione
La chiesa venne fondata agli inizi del XVI secolo da Maddalena Carnegrassa. Morta la fondatrice, il patronato, nel 1527, passò in mano alla famiglia Moccia. Dopo l'estinzione di questa famiglia la chiesa fu concessa alla congrega di Santa Maria del Ben Morire, che ampliò l'edificio preesistente dandogli l'attuale aspetto; nella nuova ala dell'edificio fu collocata una tela della Pentecoste. Nel 1718 venne completamente rimaneggiata con la ridecorazione degli interni.
L'interno è caratterizzato da decorazioni barocche di pregevole fattura, mentre, ai lati della navata, vi sono due altari policromi settecenteschi.
Nell'ottobre del 2007 la curia napoletana trasferì in uso continuativo alla comunità del Patriarcato di Mosca la chiesa dell'arciconfraternita di Santa Maria del Ben Morire, intitolandola ad Andrea apostolo.

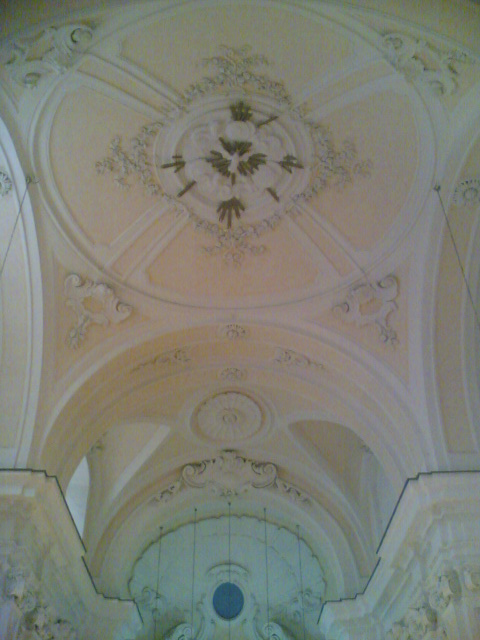
La volta e le decorazioni barocche